# Roel Lauwerier
Roel Lauwerier (19 juli 1976) is een Nederlands politicus voor de Volkspartij voor Vrijheid en Democratie (VVD). In die hoedanigheid was hij van 2010 tot 2014 wethouder in Tilburg.

## Persoonlijk
Lauwerier verhuisde in 1994 naar Tilburg om aan de Universiteit van Tilburg rechten te gaan studeren. In 2000 studeerde af. Hij ging aan dezelfde universiteit promotieonderzoek doen naar wetgeving en publieke dienstverlening. In 2008 promoveerde hij. In zijn onderzoek kwam onder meer de wet- en regelgeving bij het CWI, het UWV en de gemeente Tilburg aan bod. Daarna was hij werkzaam bij de Rekenkamer Rotterdam en bij het Actal. Dat is het adviescollege voor het kabinet en het parlement over de vermindering van de regeldruk en de administratieve lasten.

## Politieke loopbaan
Eind 2005 kwam Lauwerier voor de VVD in de Tilburgse gemeenteraad. Ook na de verkiezingen van 2006 bleef hij raadslid. Toen de VVD begin 2008 tussentijds in het college kwam (het college viel en de VVD verving samen met de SP het CDA), verving Lauwerier Joost Möller (die wethouder werd) als fractievoorzitter. Bij de gemeenteraadsverkiezingen van 2010 stond Lauwerier op de tweede plaats van de VVD-lijst achter Möller. De VVD groeide bij die verkiezingen van 4 naar 7 zetels en mocht daarom terugkeren in het college. In een vijfpartijencoalitie (met PvdA, CDA, D66 en GroenLinks) werd Lauwerier een van de twee VVD-wethouders. Hij kreeg de portefeuille Verkeer en Vervoer, Parkeren en Wegenonderhoud. Hij werd ook Wijkwethouder Tilburg-West.
- International Standard Name Identifier: 0000 0003 8954 0347
- Nederlandse Thesaurus van Auteursnamen: 270748903
- Virtual International Authority File: 282936576
- WorldCat: E39PBJkD4wWmf4XQkjppRg7bVC